# 久我通世
久我 通世（こが みちよ）は、安土桃山時代の公卿。久我家22代。

## 経歴
後陽成天皇に仕え、官位は従四位下左近衛中将まで昇ったが。しかし慶長4年（1599年）、敦通・通世父子と宮中の女官との醜聞のことで天皇の勅勘を被り、父とともに京都を追放された。その後の消息は不明だが、久我家そのものは弟の通前の子孫をもって連錦で続いていく。

## 系譜
- 父：久我敦通
- 母：久我晴通の娘
- 妻：不詳
  - 男子：梅溪季通（1615-1658）